# Mäls
Mäls – wieś w Liechtensteinie, w regionie Oberland, w gminie Balzers.